# Wienau

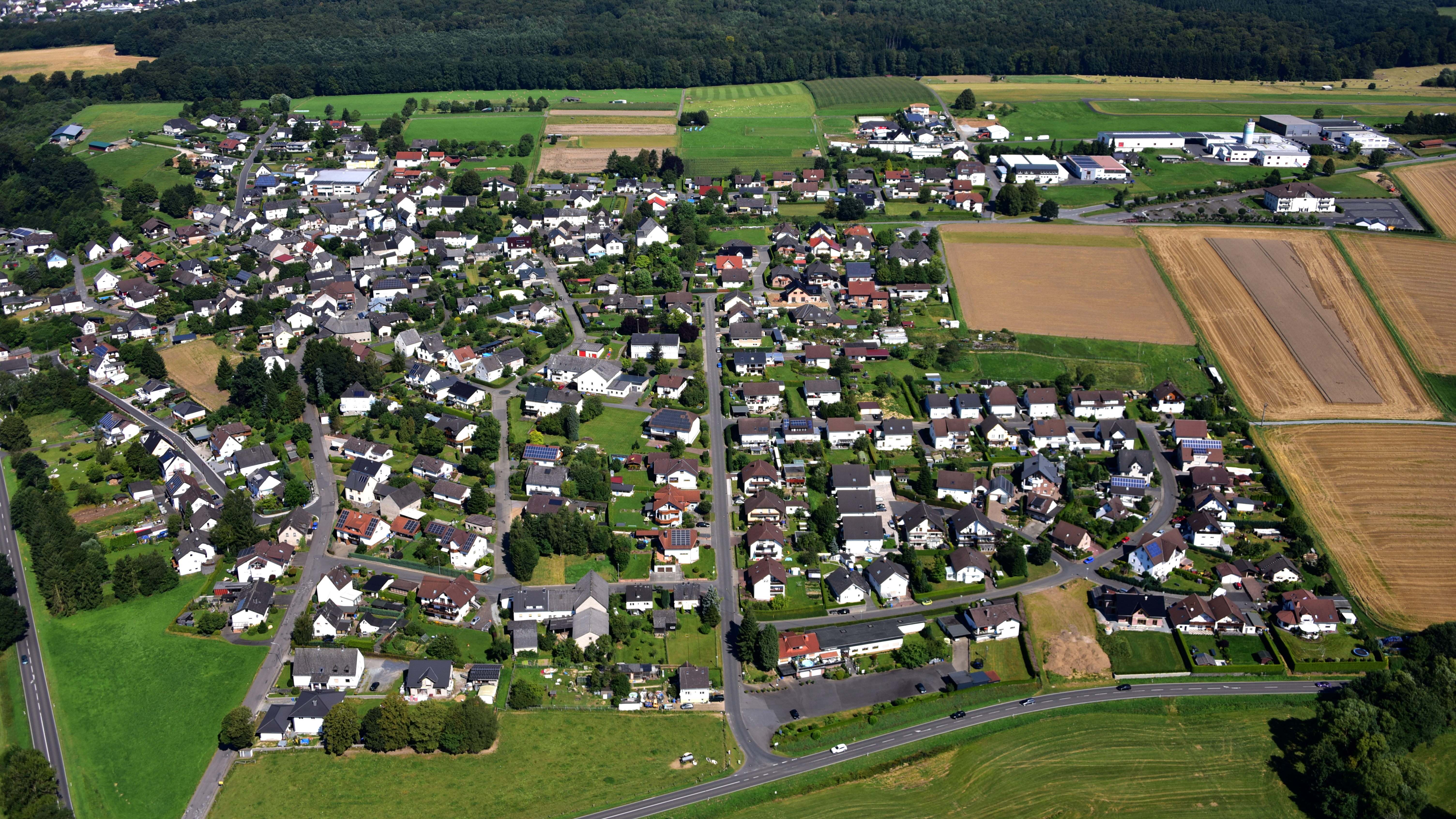
Wienau, Luftaufnahme (2016)

Wienau ist ein Stadtteil von Dierdorf im Landkreis Neuwied im nördlichen Rheinland-Pfalz mit einer Fläche von 389 ha und 1176 Einwohnern (Stand: 31. Dezember 2006).

## Lage
Wienau liegt nördlich vom Stadtzentrum am Rand der Dierdorfer Senke, nordöstlich des Holzbachs. Der höchste Punkt wird mit 290 m ü. NHN gemessen. Nordwestlich von Wienau liegt die Ortsgemeinde Raubach, nordöstlich der Stadtteil Elgert und der Flugplatz Dierdorf-Wienau. Er dient im Sommer dem Flugsportbetrieb und ist eingestuft als Sonderlandeplatz.

## Geschichte
In einer Urkunde aus dem Jahr 1344, nach der Graf Wilhelm I. von Wied und Isenburg (1324–1383) seine Besitzungen im Dierdorfer Land an den Trierer Erzbischof und Kurfürsten Balduin von Luxemburg verkauft, wird der Ort „Wynden“ genannt. Das Wort hängt augenscheinlich mit den „Wenden“ zusammen. In einer Urkunde von 1401 heißt es „Weenden“ und im Weistum des Hubengerichts zu Brückrachdorf von 1570 „Wenden“. Der Name deutet auf eine mögliche Gründung in der Karolinger Zeit hin, als slawischen Wenden in andere Teile des Reiches als Leibeigene angesiedelt wurden.
Zum 20. Oktober 1952 wurde als Bedarfshalt der Haltepunkt Wienau an der – heute nur noch durch Güterzüge befahrenen – Bahnstrecke Engers–Au in Betrieb genommen.

## Eingemeindung
Im Rahmen der mit Wirkung vom 7. Juni 1969 ausgeführten Gebietsreform in Rheinland-Pfalz wurde die bis dahin selbstständigen Ortsgemeinde Wienau in die Stadt Dierdorf eingegliedert und ist seitdem ein Stadtteil von Dierdorf. Der Stadtteil ist im Stadtrat durch einen Ortsbeirat und Ortsvorsteher vertreten.

## Politik
Der Stadtteil Wienau ist gemäß Hauptsatzung ein Ortsbezirk der Stadt Dierdorf und verfügt über einen eigenen Ortsbeirat sowie einen Ortsvorsteher.
Der Ortsbeirat in Wienau besteht aus sieben Mitgliedern und dem ehrenamtlichen Ortsvorsteher.
Sven Jost (CDU) wurde 2024 Ortsvorsteher von Wienau.
Seine Vorgängerin war Ingrid Groß (CDU) seit Juli 2014. Ihr Vorgänger war Ernst-Günther Weßler.

## Verkehrsanbindung
Wienau hatte einen Haltepunkt an der Holzbachtalbahn (Altenkirchen-Flammersfeld-Puderbach-Selters-Siershahn), auf welcher zurzeit jedoch kein SPNV stattfindet, es verkehren jedoch Regionalbusse im Auftrag des Verkehrsverbund Rhein-Mosel.